# Eiskunstlauf-Weltmeisterschaften 1939
Die 37. Eiskunstlauf-Weltmeisterschaften fanden für die Herren- und Paarkonkurrenz vom 17. bis 19. Februar 1939 in Budapest (Ungarn) und für die Damenkonkurrenz am 11. und 12. Februar 1939 in Prag (Tschechoslowakei) statt.
Es waren die letzten Weltmeisterschaften vor dem Zweiten Weltkrieg. Die österreichischen Athleten Edi Rada, Emmy Putzinger, Anita Wägeler, Ilse Pausin und Erik Pausin und der Juror Dr. H. Deistler repräsentierten das Deutsche Reich. Der ehemalige österreichische Athlet Herbert Alward vertrat Ungarn.

## Ergebnisse

### Herren
| Platz | Sportler         | Land                   |
| ----- | ---------------- | ---------------------- |
| 1     | Graham Sharp     | Vereinigtes Königreich |
| 2     | Freddie Tomlins  | Vereinigtes Königreich |
| 3     | Horst Faber      | Deutsches Reich        |
| 4     | Edi Rada         | Deutsches Reich        |
| 5     | Herbert Alward   | Ungarn                 |
| 6     | Elemér Terták    | Ungarn                 |
| 7     | Kristóf Kállay   | Ungarn                 |
| 8     | Franz Loichinger | Deutsches Reich        |
| 9     | Per Cock-Clausen | Dänemark               |
| 10    | Max Bindea       | Rumänien               |
| 11    | Alfred Hirv      | Polen                  |

Punktrichter waren:
- H. J. Clarke  Vereinigtes Königreich
- J. Kowalski  Polen
- F. Schober  Deutsches Reich
- Andor Szende  Ungarn
- A. Winkler  Schweiz

### Damen
| Platz | Sportlerin               | Land                   |
| ----- | ------------------------ | ---------------------- |
| 1     | Megan Taylor             | Vereinigtes Königreich |
| 2     | Hedy Stenuf              | Vereinigte Staaten     |
| 3     | Daphne Walker            | Vereinigtes Königreich |
| 4     | Lydia Veicht             | Deutsches Reich        |
| 5     | Eva Nyklová              | Tschechoslowakei       |
| 6     | Emmy Putzinger           | Deutsches Reich        |
| 7     | Martha Musilek           | Deutsches Reich        |
| 8     | Gladys Jagger            | Vereinigtes Königreich |
| 9     | Gerd Helland-Bjoernstad  | Norwegen               |
| 10    | Anne-Marie Saether       | Norwegen               |
| 11    | Anita Wägeler            | Deutsches Reich        |
| 12    | Turid Helland-Bjoernstad | Norwegen               |
| 13    | Britta Råhlén            | Schweden               |
| 14    | Jacqueline Bossoutrot    | Frankreich             |
| 15    | Zdeňka Porgesová         | Tschechoslowakei       |

Punktrichter waren:
- H. J. Clarke  Vereinigtes Königreich
- H. Deistler  Deutsches Reich
- A. Huber  Schweiz
- J. Hainz  Tschechoslowakei
- Ch. Sabouret  Frankreich

### Paare
| Platz | Sportler                                   | Land                   |
| ----- | ------------------------------------------ | ---------------------- |
| 1     | Maxi Herber / Ernst Baier                  | Deutsches Reich        |
| 2     | Ilse Pausin / Erik Pausin                  | Deutsches Reich        |
| 3     | Inge Koch / Günther Noack                  | Deutsches Reich        |
| 4     | Piroska Szekrényessy / Attila Szekrényessy | Ungarn                 |
| 5     | Violet Cliff / Leslie Cliff                | Vereinigtes Königreich |
| 6     | Pierette Dubois / Paul Dubois              | Schweiz                |
| 7     | Nadine Szilassy / Ferenc Kertész           | Ungarn                 |
| 8     | Erika Bass / Béla Barcza                   | Ungarn                 |
| 9     | Stephanie Kalusz / Ervin Kalusz            | Polen                  |
| 10    | Sylva Palme / Paul Schwab                  | Jugoslawien            |

Punktrichter waren:
- E. Bedetto  Jugoslawien
- J. Kowalski  Polen
- Ethel Muckelt  Vereinigtes Königreich
- P. Weiss  Deutsches Reich
- A. Winkler  Schweiz
- C. Witt  Niederlande
- O. Zöllner  Ungarn

## Medaillenspiegel
| Platz | Land                   | Gold | Silber | Bronze | Gesamt |
| ----- | ---------------------- | ---- | ------ | ------ | ------ |
| 1     | Vereinigtes Königreich | 2    | 1      | 1      | 4      |
| 2     | Deutsches Reich        | 1    | 1      | 2      | 4      |
| 3     | Vereinigte Staaten     | –    | 1      | –      | 1      |